# Mostafa Hosejnchani
Mostafa Hosejnchani (pers. مصطفی حسین خانی; ur. 27 marca 1989) – irański zapaśnik walczący w stylu wolnym. Olimpijczyk z Tokio 2020, gdzie zajął piętnaste miejsce w kategorii 74 kg. Brązowy medalista mistrzostw świata w 2016 roku. 
Piąty na igrzyskach azjatyckich w 2018 i siódmy w 2014. Złoty medalista mistrzostw Azji w 2014 i 2016; srebrny w 2021 i  brązowy w 2018 i 2020. Mistrz igrzysk Solidarności Islamskiej w 2017. Pierwszy w Pucharze Świata w 2014, 2016 i 2017; drugi w 2011; dziewiąty w 2010 i dziesiąty w 2012. Mistrz Azji juniorów w 2008 i 2009 roku.